# Uranoscopoidei
Sous-ordre
Les Uranoscopoidei sont un sous-ordre de poissons marins perciformes.
Un certain nombre d'espèces de ce groupe, comme les uranoscopes, séjournent enfouis dans le sable où ils chassent à l'affut les proies qui passent au-dessus d'eux ; plusieurs sont équipés d'aiguillons venimeux pour leur défense. 

## Systématique
Le sous-ordre des Trachinoidei est considéré comme un "synonyme junior objectif" (au sens du code international de nomenclature zoologique) des Uranoscopoidei qui est donc le nom aujourd'hui accepté pour le sous-ordre, par WoRMS et par le catalogue Eschmeyer des poissons (ECoF) qui font référence pour les poissons. Mais ce dernier place le sous-ordre dans l'ordre des Labriformes. La classification de ces groupes est complexe et en date du 27 janvier 2025, plusieurs sites utilisent encore le sous-ordre des Trachinoidei.

## Liste des familles
Selon World Register of Marine Species (27 janvier 2025) :
- famille Ammodytidae Bonaparte, 1835
- famille Cheimarrichthyidae Regan, 1913
- famille Pinguipedidae Günther, 1860
- famille Trichodontidae Bleeker, 1859
- famille Uranoscopidae Bonaparte, 1831 (Uranoscopes)

Familles anciennement rattachées au sous-ordre des Trachinoidei (les nouveaux ordres indiqués sont d'après World Register of Marine Species (27 janvier 2025)) :
- famille Champsodontidae Jordan & Snyder, 1902 (ordre des Acropomatiformes)
- famille Chiasmodontidae Jordan & Gilbert, 1883 (ordre des Scombriformes)
- famille Creediidae Waite, 1899 (ordre des Acropomatiformes)
- famille Leptoscopidae Gill, 1859 (ordre des Acropomatiformes)
- famille Percophidae Swainson, 1839 (ordre des Perciformes, sous-ordre des Percophoidei)
- famille Trachinidae Rafinesque, 1815 (ordre des Perciformes, sous-ordre des Percoidei)
- famille Trichonotidae Günther, 1861 (ordre des Gobiiformes)

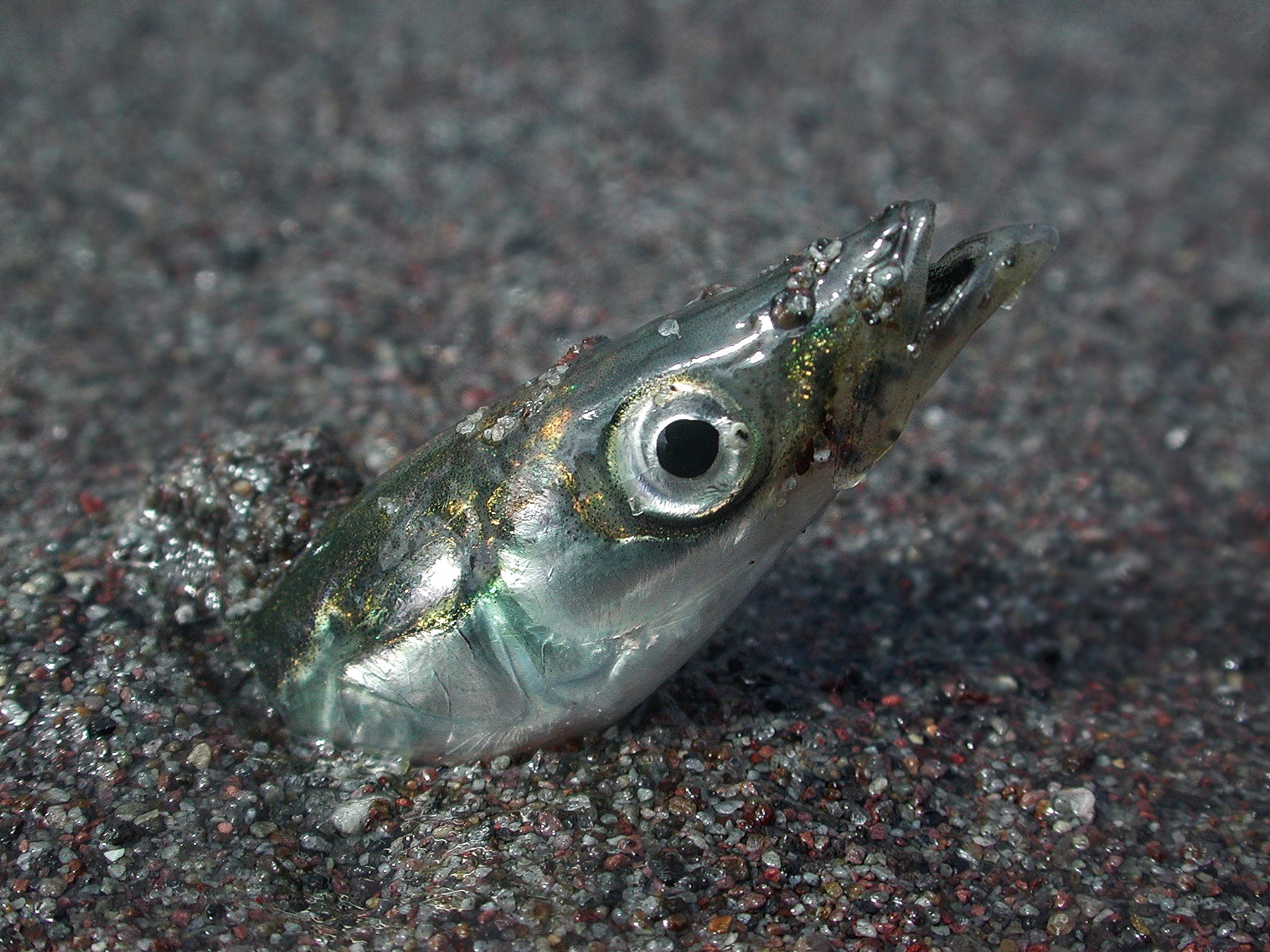
Ammodytes hexapterus (Ammodytidae).
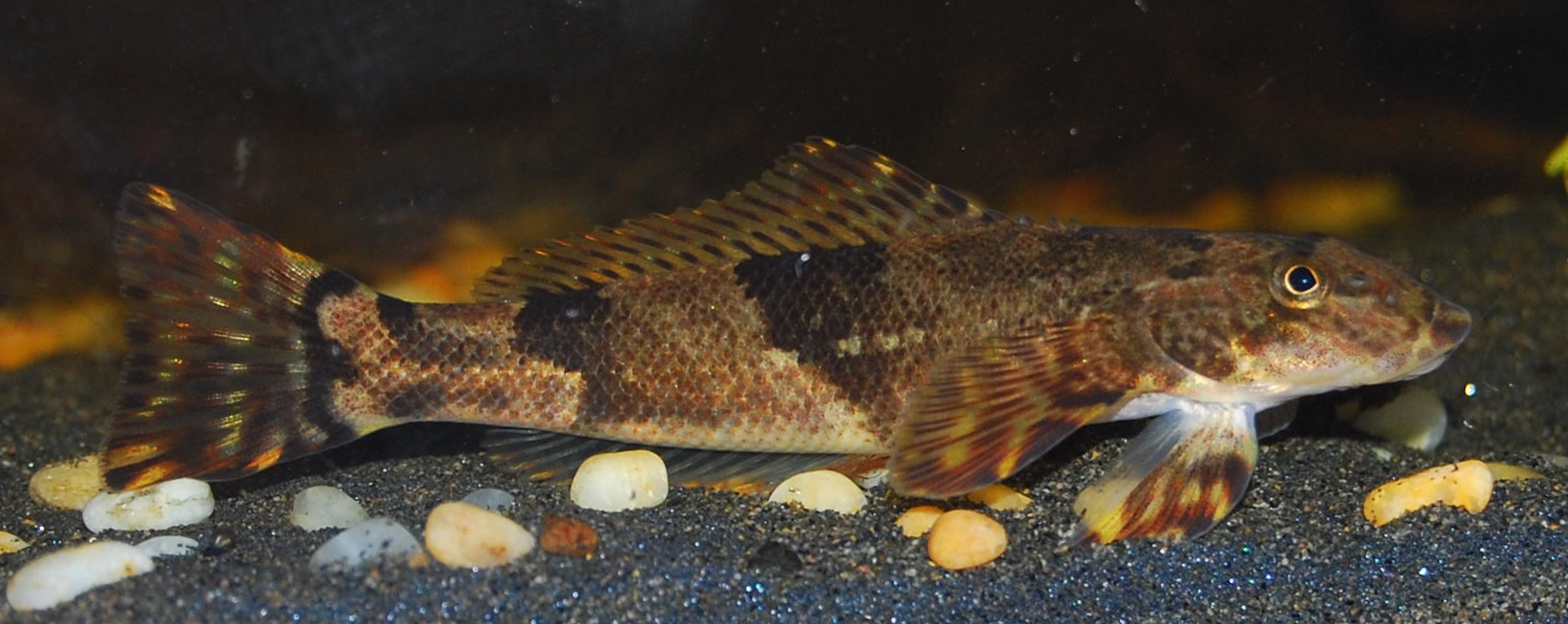
Cheimarrichthys fosteri (Cheimarrhichthyidae).
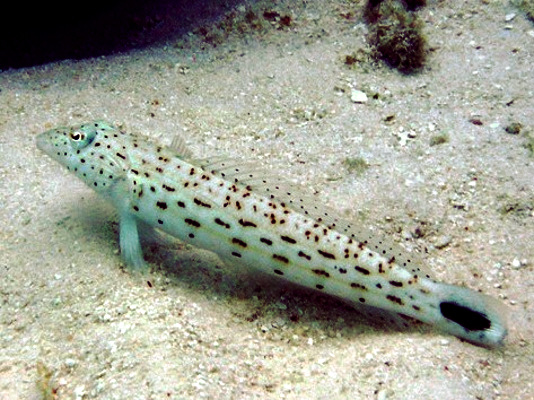
Parapercis hexophtalma (Pinguipedidae).
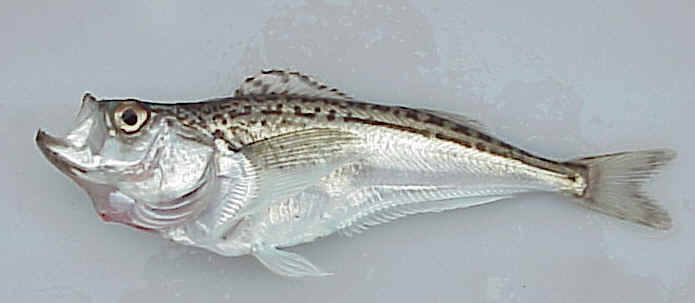
Trichodon trichodon (Trichodontidae).
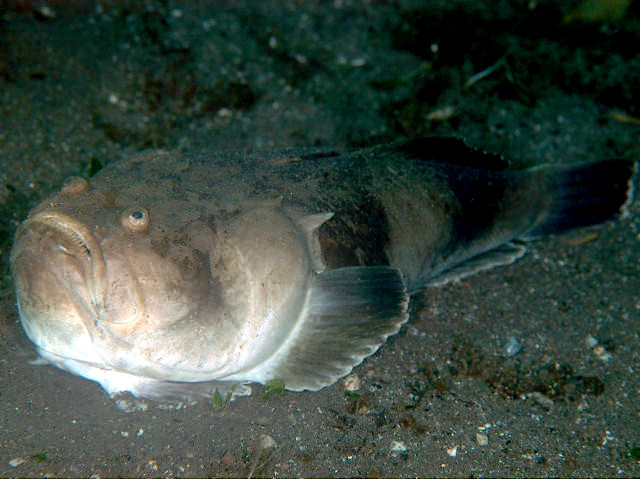
Uranoscopus sulphureus (Uranoscopidae).